# La Victoire au bout du bâton
La Victoire au bout du bâton est un téléfilm français réalisé par Jean-Michel Verner et diffusé pour la première fois le 10 juillet 2012 sur France 3.

## Fiche technique
- Réalisation : Jean-Michel Verner
- Scénario : Jean-Michel Verner et Stéphane Marsaudon
- Image : Roberto Venturi
- Montage :
- Musique :
- Production :
- Pays :  France
- Genre : Comédie
- Durée : 95 minutes
- Date de diffusion : 10 juillet 2012

## Distribution
- Andréa Ferréol : Claudette
- Marie-Christine Adam : Louise
- André Penvern : Marcel
- Déborah Amselem : Dounia
- Valérie Vogt : Brigitte
- Jeanne Savary : Sylvianne
- Paul Belmondo : Djeff
- Claire Philippe : France